# Nest!
Speelbos Nest! is een speeltuin gelegen in Ruigrijk, in het Nederlandse attractiepark de Efteling. De speeltuin bevat meerdere kleine themagebieden en is uniek doordat er in het ontwerpproces expliciet aandacht is gevestigd op de toegankelijkheid. Hierdoor is de speeltuin geschikt voor bezoekers met en zonder beperking. In de speeltuin is horecalocatie 't Verwende Nest! te vinden.

## Speeltoestellen
De speeltoestellen in Nest! zijn gethematiseerd rondom de verschillende achtbanen die in de Efteling te vinden zijn. Het speelschip is bijvoorbeeld gebaseerd op het spookschip De Vliegende Hollander, de kop van draak Edna komt uit het verhaal van Joris en de Draak en de wipkippen zijn uitgevoerd als de mijnkarren uit Baron 1898. Veel van de speeltoestellen zijn vervaardigd uit hout.

## Redders van Ruigrijk
Presentator en theatermaker Marc de Hond was nauw betrokken bij het ontwerpen van de speeltuin, en heeft een bijbehorend achtergrondverhaal Redders van Ruigrijk geschreven. In dit sprookje gaan twee kinderen op pad, nadat een van hen het doel heeft gesteld om de stoerste ridder van het fictieve eiland Ruigrijk te worden. Het verhaal wordt uitgegeven als prentenboek, leesboek, tactiel boek en als animatiefilm.
Lijst van attracties in de Efteling · Lijst van sprookjes in de Efteling · Afbeeldingen